# Jordan von Giano
Jordan von Giano (lateinisch Jordanus de Yano; * um 1195 in Giano (Diözese Spoleto); † nach 1262 in Magdeburg) war ein mittelalterlicher Ordenspriester und Chronist aus dem Orden der Franziskaner.

## Leben
Über Jordan von Giano ist nur bekannt, was er selbst in seiner Chronik aufgeschrieben hat. Er ist vermutlich 1217 oder 1218 in den Orden der Minderbrüder eingetreten. Beim Mattenkapitel an Pfingsten 1221 in Assisi wurde er mit 27 anderen Brüdern nach Deutschland ausgesandt, um dort das Evangelium zu verkünden. Die Gruppe unter Führung des Cäsarius von Speyer brach Ende September von Trient auf und erreichte Augsburg Mitte Oktober 1221. Jordan wurde von dort aus mit zwei Brüdern nach Salzburg geschickt. 1222 reiste er über Würzburg, Mainz und Worms nach Speyer.
1223 wurde er in Speyer zum Priester geweiht und wenig später Guardian des dortigen Konventes. Danach wurde er Guardian in Mainz. Von dort schickte ihn der Provinzial Albert von Pisa nach Thüringen. 1224 kam Jordan mit sieben Brüdern in Erfurt an. Es wurden in der Umgebung mehrere Konvente gegründet, Jordan wurde Kustos in Thüringen. Er reiste in dieser Zeit zweimal nach Italien. 1230 besuchte er seinen Freund Thomas von Celano und erhielt von ihm einige Reliquien des Heiligen Franziskus. 1238 reiste er zu Papst Gregor IX., um sich über die Amtsführung des Generalministers Elias von Cortona zu beschweren.
1241 war Jordan von Giano Provinzvikar von Polen und Böhmen. Im Mai 1241 berichtete er in einem Brief aus Prag, dass beim Einfall der Tataren (recte Mongolen) zwei franziskanische Kustodien in der Provinz ausgelöscht wurden. 1262 erhielt er auf dem Provinzkapitel in Halberstadt den Auftrag, die Entwicklung des Ordens in Deutschland in Form einer Chronik niederzuschreiben. Dazu diktierte er Bruder Balduin von Brandenburg seine Erinnerungen. Die Chronik umfasst den Zeitraum von 1209 bis 1262 und ist eine der wichtigsten Quellen für die Ausbreitung des Franziskanerordens in Mitteleuropa.

## Werke
- Lothar Hardick (Hrsg.): Chronica fratris Iordani a Iano – deutsch: Nach Deutschland und England. Die Chroniken der Minderbrüder Jordan von Giano und Thomas von Eccleston, (Franziskanische Quellenschriften, Band 6), Werl 1957.
- Dieter Berg: Jordan von Giano. Chronik. In: Dieter Berg/Leonhard Lehmann (Hrsg.): Franziskus-Quellen. Die Schriften des heiligen Franziskus, Lebensbeschreibungen, Chroniken und Zeugnisse über ihn und seinen Orden, Kevelaer 2009, S. 955–1011.
- Johannes Schlageter (Hrsg.): Die Chronica des Bruders Jordan von Giano. Einführung und kritische Edition nach den bisher bekannten Handschriften. In: Archivum Franciscanum Historicum 104 (2011), S. 3–63.
- Georg Voigt (Hrsg.): Die Denkwürdigkeiten des Minoriten Jordanus von Giano (1207–1238) (= Abhandlungen der Königlich-Sächsischen Gesellschaft der Wissenschaften. Band 12,6). Leipzig 1870.

## Einzelnachweis
1. ↑  Winfried Irgang: Zur Frage der polnischen Franziskanerprovinz im 13. Jahrhundert. Archiv für schlesische Kirchengeschichte, 43: 251-261, 1985, hier S. 254.